# Giardino del Maestro delle Reti
Il Giardino del Maestro delle Reti (cinese: 网师园; pinyin: Wǎng shī yuán) è un giardino cinese tradizionale di Suzhou, nella provincia dello Jiangsu, in Cina.
Il giardino, sito nel settore sud-est della città, è il più piccolo dei Giardini classici di Suzhou, iscritto nelle liste del patrimonio dell'umanità promosso dall'UNESCO dal 1997.
Il giardino dimostra abilità dei progettisti cinesi di giardini nel sintetizzare arte, natura e architettura. Il giardino è particolarmente reputato per l'impiego delle tecniche di dimensione relativa, e del Paesaggio in prestito.

## Storia
Il giardino del Maestro delle reti, allora chiamato Sala dei Diecimila Volumi, fu costruito per la prima volta nel 1140 da Shi Zhengzhi, il vice-ministro del governo della dinastia Song meridionale. Shi Zhengzhi è stato ispirato dalla vita semplice e solitaria di un pescatore cinese secondo gli scritti filosofici. Dopo la sua morte il giardino passò a numerosi diversi proprietari e successivamente cadde in abbandono fino al 1785 circa, quando fu restaurato da Song Zongyuan, un funzionario governativo in pensionedella dinastia Qing. Questi ridisegnò il giardino e aggiunse più edifici, ma mantenne lo spirito del sito. Si riferiva spesso a se stesso come un pescatore e lo ribattezzò il Ritiro del Pescatore, come un'allusione alla vita semplice di un pescatore.
Nel 1795, la proprietà passò a Qu Yuancun, uno studioso esperto di classici e letteratura; che aggiunse e rimodellò gli edifici, piantò alberi e risistemò le rocce. Il giardino assunse allora il nome di Giardino di Qu.
Nel 1868 venne in possesso di Li Hongyi, un ufficiale imperiale e maestro calligrafo, il quale incise gran parte delle steli del giardino. La proprietà passò poi a He Chang nel 1940, che restaurò il sito e gli conferí il nome attuale in ispirazione al vecchio Ritiro del Pescatore. He Chang nel suo testamento donò il giardino al governo cittadino. Infatti, nel 1958 sua figlia He Zehui cedette il giardino alla municipalità di Suzhou.

## Descrizione
Il giardino si estende per soli 5.400 m2 ed appare diviso nelle due sezioni est e ovest. Tutto è concepito per creare un paesaggio in miniatura e celare le reali dimensioni, ridotte, del sito.
La parte orientale è costituita da edifici residenziali, mentre i giardini veri e propri si trovano nella parte occidentale. La sezione orientale si caratterizza da una sequenza lineare di quattro padiglioni, una torre e tre cortili. Il giardino occidentale è un insieme di edifici costruiti attorno allo Stagno della Nuvola Rosea, di 334 m2. 
Gli edifici sono disposti in uno stile chiamato vicino all'acqua che viene utilizzato per dare allo stagno l'illusione di grandi dimensioni e ricreare un Paesaggio in prestito. Infatti, i piccoli edifici sono situati su rocce o moli direttamente sulla superficie dell'acqua, mentre i grandi edifici sono separati dallo stagno da muretti e cortili piantumati con alberi per oscurarne le dimensioni reali.
Le piante e le rocce sono disposte in modo da creare panorami rappresentativi delle diverse stagioni. A sud e a est si aprono anche tre cortili laterali. I due elementi dominanti della composizione sono la Barriera della Grotta delle Nuvole, un cipresso risalente alla dinastia Ming e un pino vecchio di diversi secoli.
Le aree a sud dello stagno erano utilizzate per attività sociali mentre le zone a nord erano destinate alle attività intellettuali.

Giardino del Maestro delle Reti
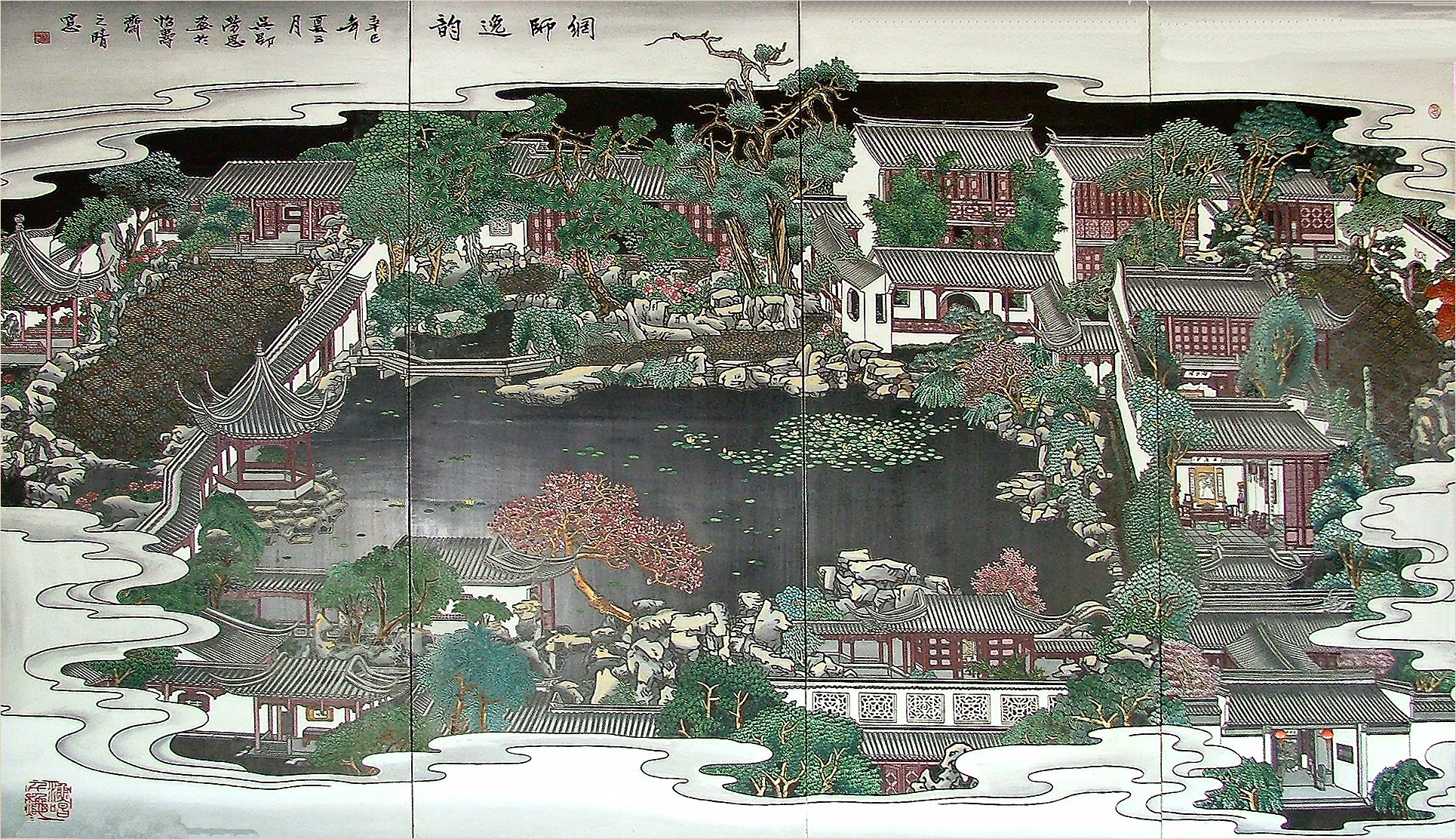
Pianta del giardino
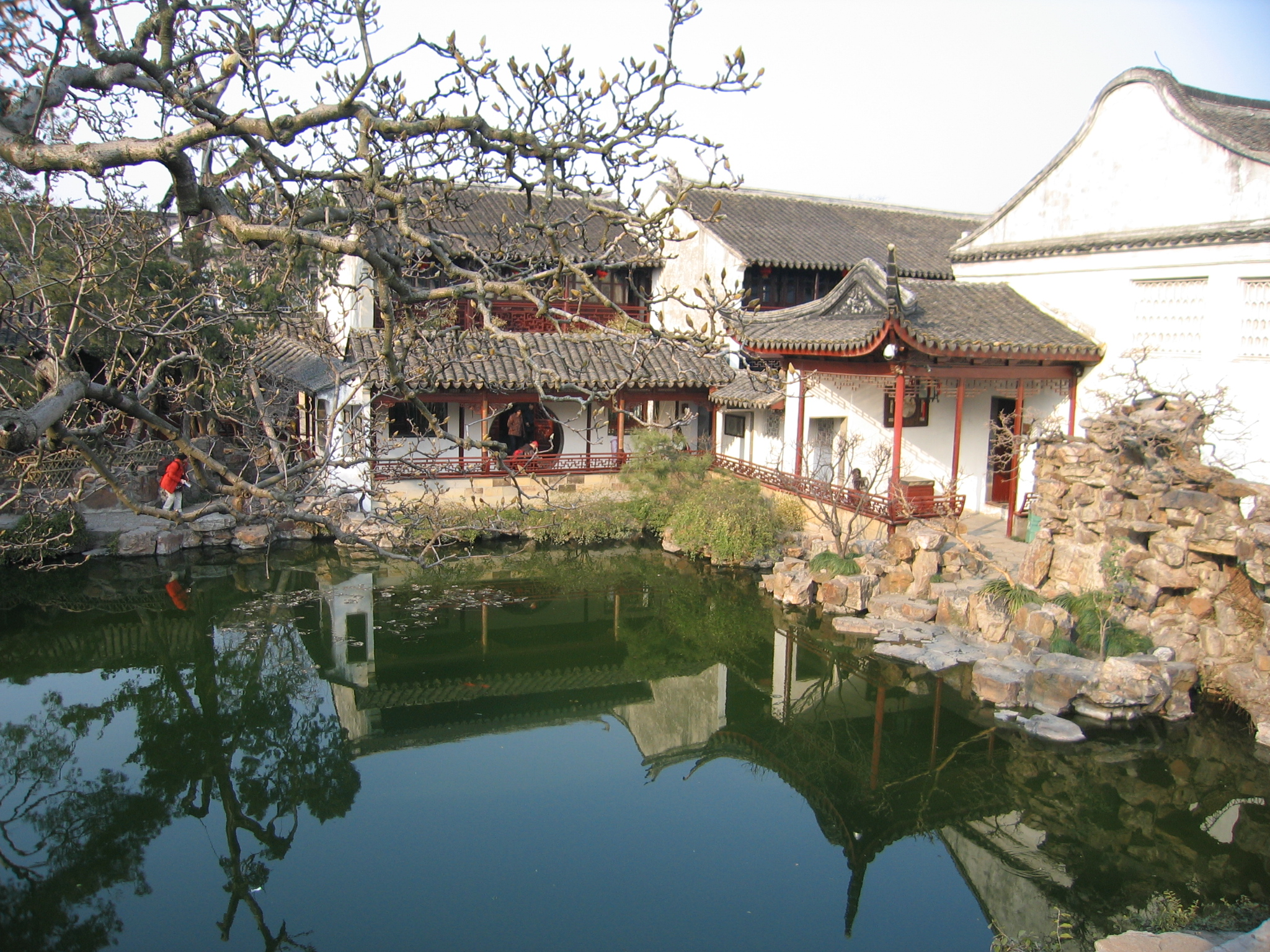
Lo Stagno della Nuvola Rosea
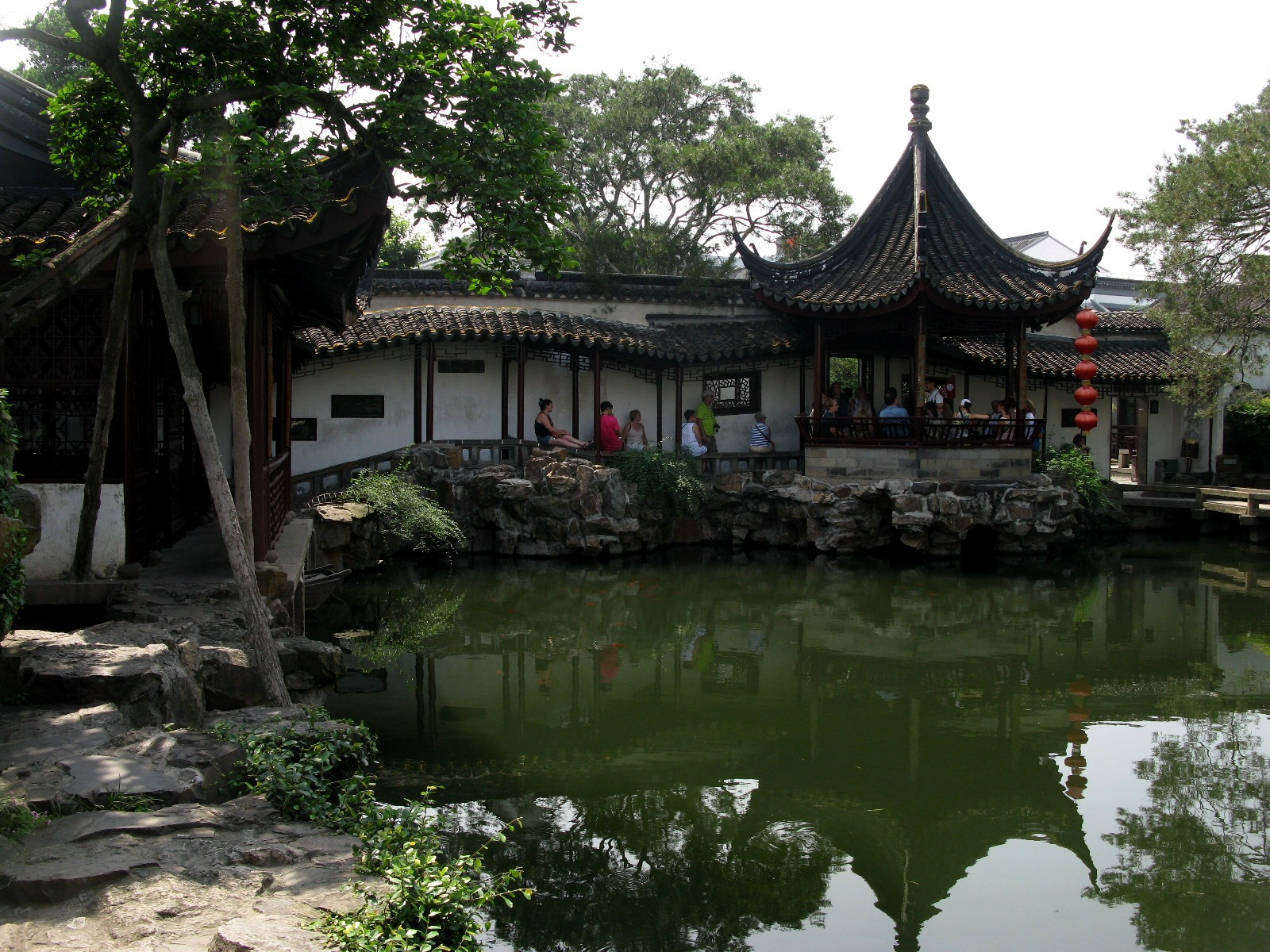
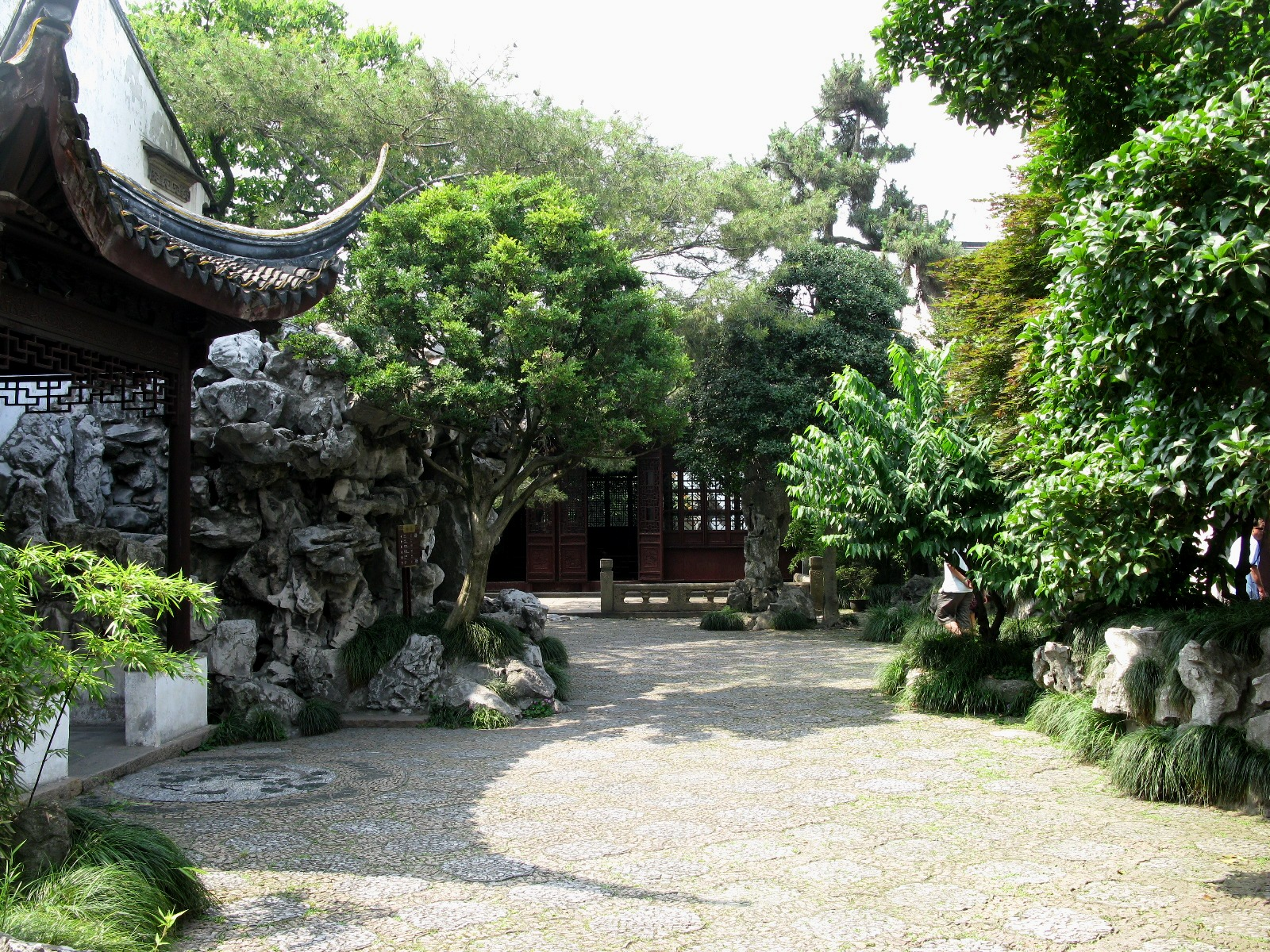
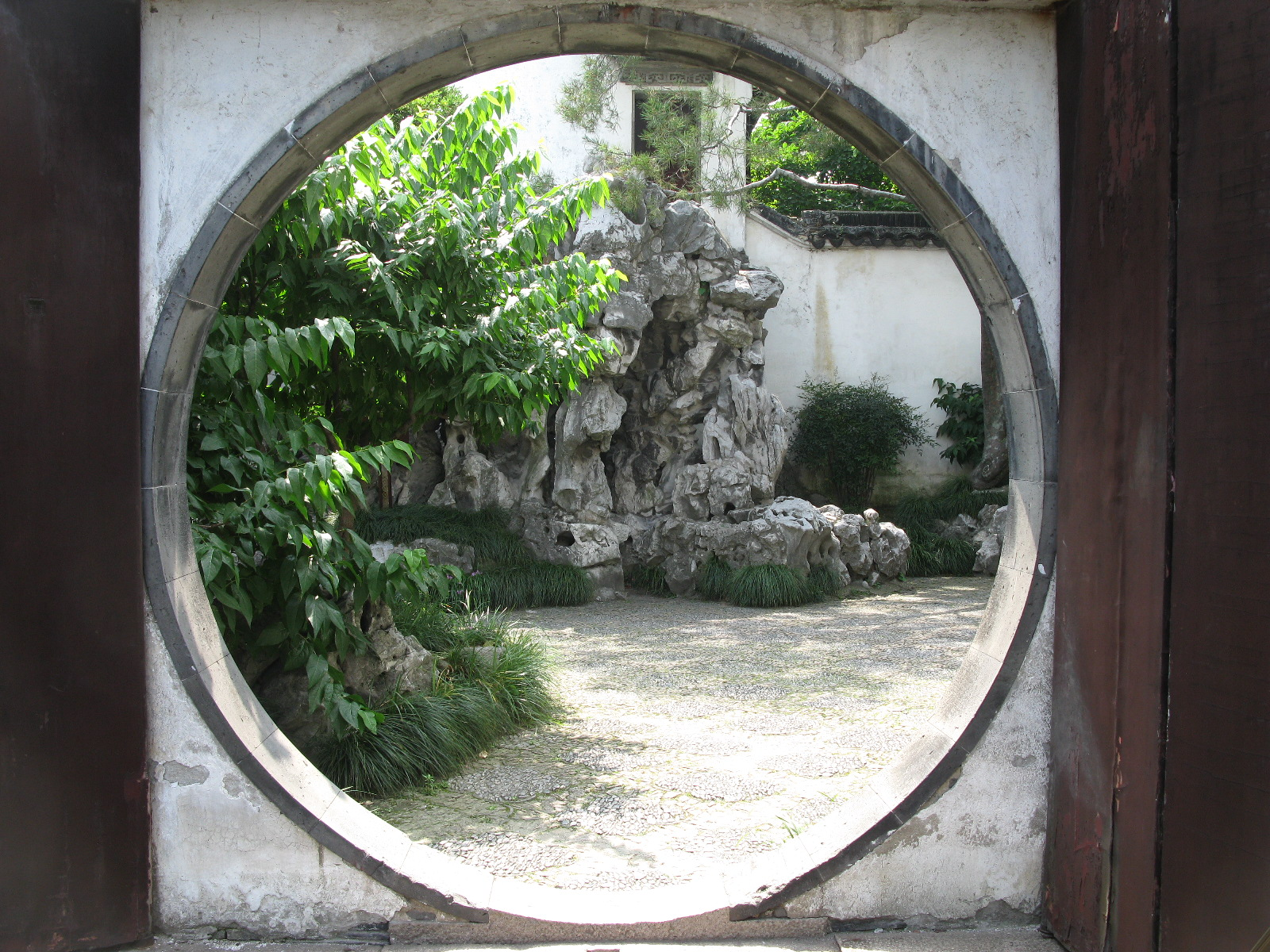
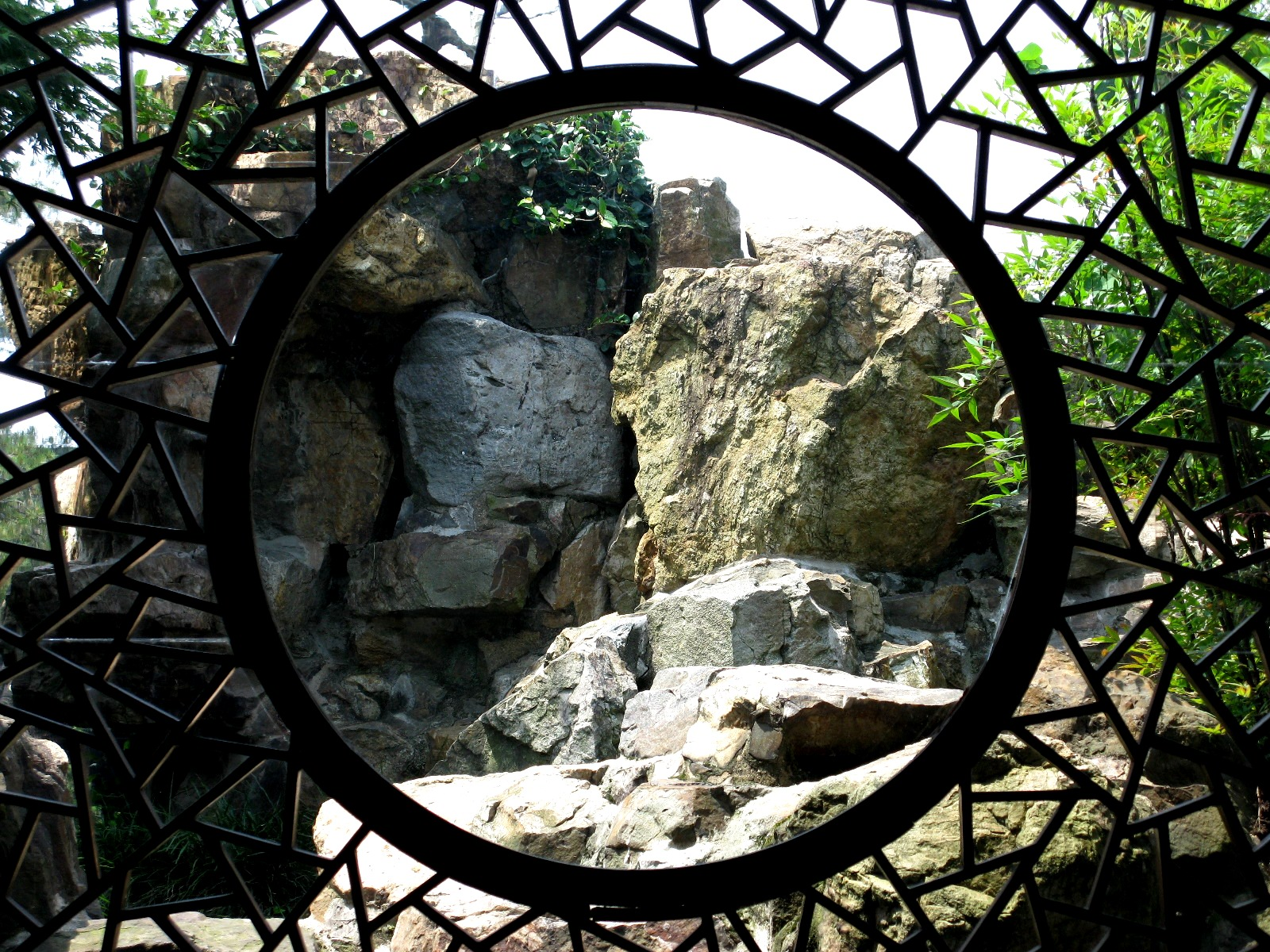